# 戴维·韦瑟罗尔
戴维·韦瑟罗尔爵士（1933年3月9日—2018年12月8日）是一位英国血液学家和病理学家，1977年当选皇家学会会士，1989年获皇家奖章，1992至1993年任不列顛科學協會会长。